# Bolesty (Suwałki)
Pour les articles homonymes, voir Bolesty.
Bolesty ([bɔˈlɛstɨ]) est un village polonais du district administratif de Raczki dans le powiat de Suwałki et dans la voïvodie de Podlachie, au Nord-Est du pays. Il se trouve à environ 9 km au nord-ouest de Raczki, à 15 km à l'ouest de Suwałki, et à 103 km au nord de la capitale régionale Białystok. 